# 東京都公立大学法人
東京都公立大学法人（とうきょうとこうりつだいがくほうじん、英: Tokyo Metropolitan Public University Corporation）は、東京都の公立大学法人である。

## 概説
東京都により「公立大学法人首都大学東京」として2005年4月1日に設立された、東京都立の高等教育機関の運営を統括する「特定地方独立行政法人以外の地方独立行政法人」である。公立大学「東京都立大学」、大学院大学「東京都立産業技術大学院大学」、高等専門学校「東京都立産業技術高等専門学校」の運営を担当している。2020年4月1日、当法人及び運営する各大学の改称を行った。

## 沿革
- 2005年4月1日 - 「公立大学法人首都大学東京」設置。初代理事長は高橋宏。都立の4大学を東京都より移管され、同日開学の首都大学東京（現、東京都立大学）とともに運営を開始した。
- 2006年4月1日 - 産業技術大学院大学を開学。
- 2008年3月31日 - 東京都立短期大学を閉学。
- 2008年4月1日 - 東京都立産業技術高等専門学校が東京都より移管される。
- 2010年3月31日 - 東京都立工業高等専門学校、東京都立航空工業高等専門学校を閉校。
- 2011年3月31日 - 東京都立大学、東京都立科学技術大学、東京都立保健科学大学を閉学。
- 2013年4月1日 - 第2代理事長に川淵三郎が就任。
- 2017年4月1日 - 第3代理事長に島田晴雄が就任。
- 2018年8月24日 - 法人及び法人が設置する各大学の名称を変更するための諸手続きを進めると発表。なお、東京都立産業技術高等専門学校の名称変更予定はない。
- 2020年4月1日 - 公立大学法人首都大学東京が「東京都公立大学法人」に、首都大学東京が「東京都立大学」に、産業技術大学院大学が「東京都立産業技術大学院大学」にそれぞれ改称した。
- 2021年4月1日 - 第4代理事長に山本良一が就任。
- 2021年7月16日 - 国内の国公立大学としては初めて、気候非常事態宣言を発出した[6]。

## 設置している学校

### 大学
- 東京都立大学
- 東京都立産業技術大学院大学（専門職大学院）

### 高等専門学校
- 東京都立産業技術高等専門学校
  - 2008年4月に東京都から移管された。

## かつて設置していた学校
2005年4月1日に東京都から移管された3大学1短大は、2004年度までに各校へ入学した学生への学習環境保障のため、本法人が設置・運営する大学として存続した。各校の閉学時期は下記の通り。
- 以下の3大学は2011年3月31日に閉学した。
  - 東京都立大学 (1949-2011)
  - 東京都立科学技術大学
  - 東京都立保健科学大学
- 東京都立短期大学 - 全学生の卒業に伴い、2008年3月31日に閉学。
（事務窓口は2007年度から首都大学東京南大沢キャンパス）

2006年4月の産業技術高専の開校により、工業高専および航空工業高専は2010年3月に閉校した。
- 東京都立工業高等専門学校
- 東京都立航空工業高等専門学校

## 歴代理事長
- 高橋宏（2005年4月1日 - 2013年3月31日）
- 川淵三郎（2013年4月1日 - 2017年3月31日）
- 島田晴雄（2017年4月1日 - 2021年3月31日）
- 山本良一（2021年4月1日 - 2025年3月31日）
- 中山泰男（2025年4月1日 - ）